# Hong Kong Club
Le Hong Kong Club (香港會) est le plus ancien gentlemen's club de Hong Kong, ayant ouvert le 26 mai 1846.
C'est un club privé d'affaires et de restauration situé au cœur de Central. Ses membres étaient (et sont toujours) parmi les personnes les plus influentes de la ville, comme des hauts fonctionnaires du gouvernement, des hommes d'affaires locaux, des présidents des principales entreprises commerciales et de nombreux professionnels du droit et de la comptabilité. On l'appelait souvent simplement « le Club ». Ses premiers locaux étaient situés au croisement de D'Aguilar Street (en) et Queen's Road (en).
Les membres ne sont admis que sur invitation et vote, et le club était interdit aux femmes jusqu'en 1996.

## Histoire

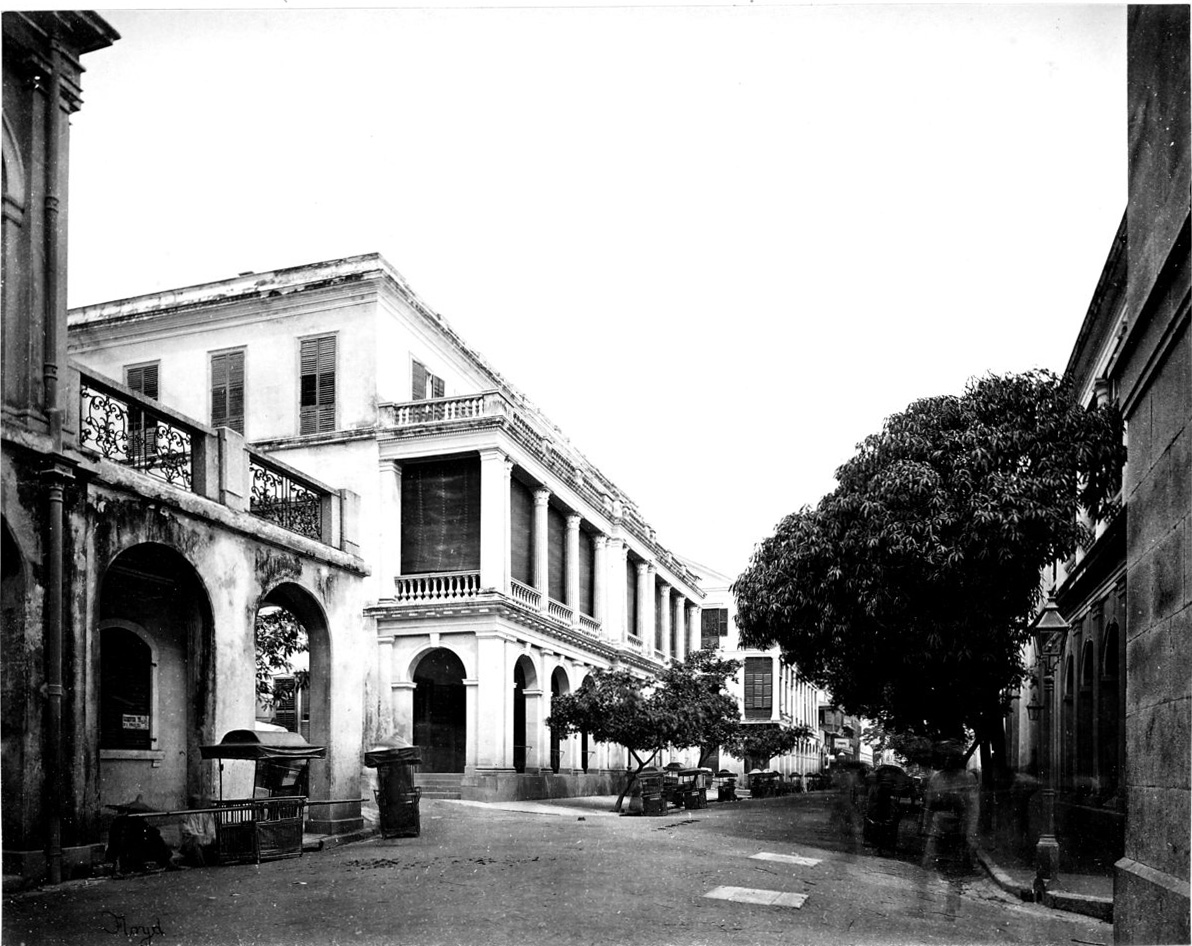
Le Hong Kong Club vers 1873 au croisement de et Queen's Road.

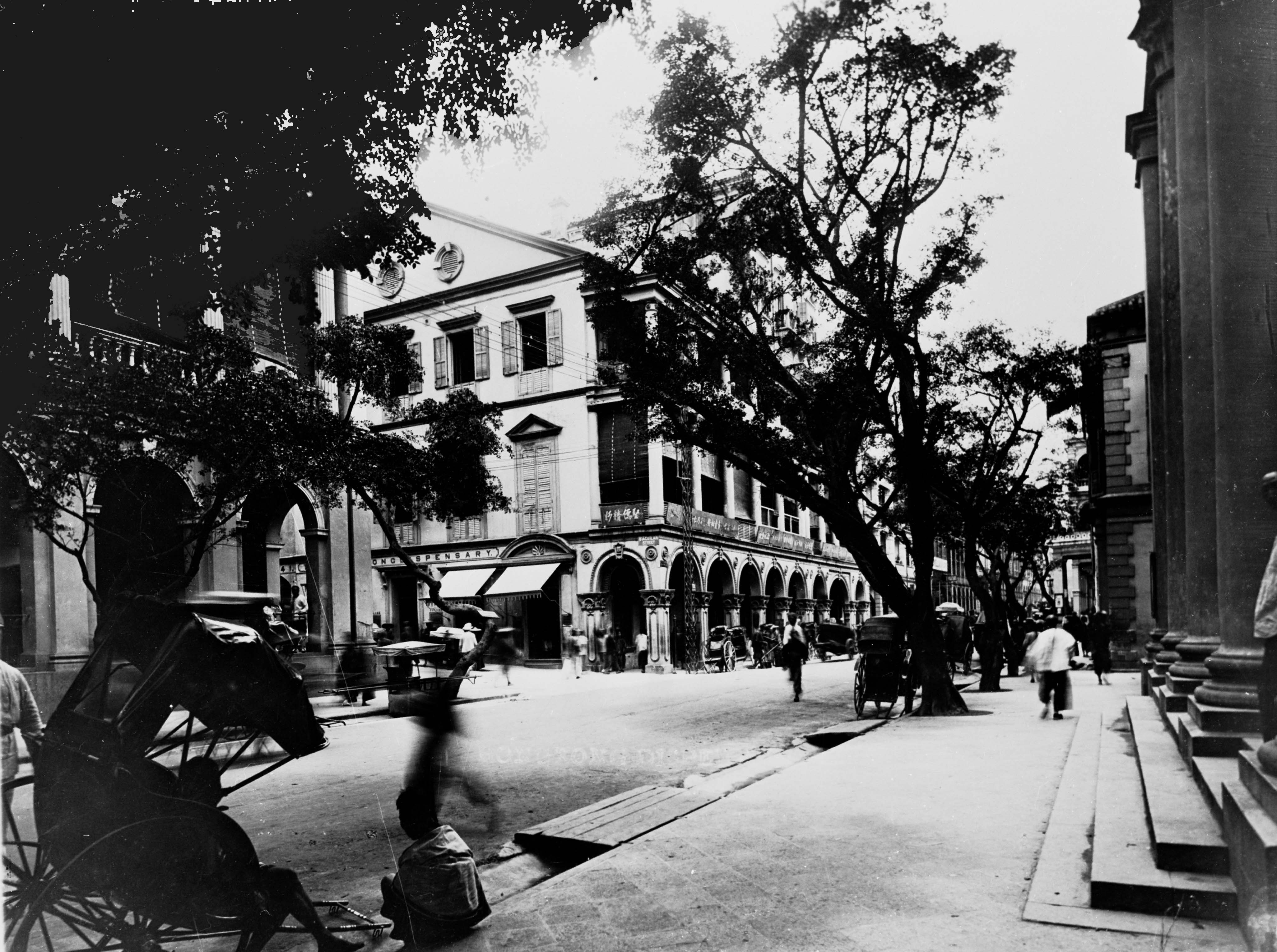
Le Hong Kong Club en 1890 au croisement de et Queen's Road, devant la cour suprême (il s'agit du bâtiment sur la gauche, et non selon du centre).

Le Hong Kong Club est mis en place par des marchands et des fonctionnaires britanniques, pour « créer une plus grande communauté de sentiments parmi ces classes ». Au départ, un droit d'entrée de 30 HK$ était demandé, et un abonnement mensuel de 4 HK$ était facturé trimestriellement à l'avance. Les installations comprenaient des chambres facturées 1 HK$ par nuit, des salles à manger et des bars, et une salle de billard.
Le Club a souvent été décrit comme le siège du pouvoir réel dans la colonie : « Ici, le gouverneur et les hauts fonctionnaires siégeaient en sessions régulières et informelles, généralement au petit-déjeuner ou au déjeuner, avec des membres de l'élite commerciale ». En 1877, le club est victime de l'intrusion d'un soldat britannique en colère contre les privilèges des classes officielles et marchandes. Il erre dans le club en brandissant une épée, en frappant les lampes et les lustres, et en menaçant les membres sur son chemin en criant : « Vous êtes l'un d'entre eux ».
Le club emménage dans de nouveaux locaux sur Jackson Road en 1897, tandis que les anciens locaux deviennent le foyer du « New Club » pendant une courte durée, un club résidentiel dont les membres étaient presque exclusivement des maîtres marins (en).
Le gouverneur Sir Cecil Clementi (1925–30) a estimé que le club était trop exclusif et a suggéré de l'abolir et de le remplacer par un club dont l'adhésion serait ouverte à toutes les races.
À la fin des années 1970, le club aurait été déficitaire. En 1978, il enregistre un déficit de 200 000 HK$ après avoir inclus les revenus de placement de 883 000 HK$, et les membres accusent le Comité général de mauvaise gestion.
En mai 1981, un groupe de membres luttant pour préserver le club-house victorien construit en 1897 convoque une réunion générale d'urgence avec la proposition de liquider le club et de distribuer ses actifs. La proposition est cependant rejetée par 451 voix contre 147.

## Adhésion
Les règles d'adhésion d'origine étaient strictes : elle était réservée aux marchands et aux fonctionnaires britanniques, les femmes et les personnes aux « origines inappropriées » étant interdites.
L'adhésion est restée réservée aux Européens jusqu'à un assouplissement des règles à la fin des années 1970. Un ancien membre aurait déclaré qu'« il n'y avait rien dans les règles pour dire que les Chinois ne pouvaient pas y adhérer. Il avait simplement été entendu qu'aucun membre n'y inviterai un Chinois ». Il n'y aurait eu que quelques rares membres chinois jusqu'au début des années 1980. L'Ordonnance sur la discrimination sexuelle, entrée en vigueur en 1996, force finalement le club a accepté les femmes, bien que certaines parties des locaux du club leur sont interdites.
Le club aurait eu 1 218 membres sur son registre en 1981,. En 2007, le club compte quelque 1 400 membres, dont 70% sont des expatriés.
Actuellement, il y a environ 1 550 membres.

## Club-house
Le bâtiment du Hong Kong Club en est actuellement à sa troisième génération et à son deuxième emplacement. Avant son réaménagement dans les années 1980, l'ancien siège était célèbre pour être l'un des derniers exemples d'architecture victorienne de Hong Kong. Le premier pavillon est construit au croisement de D'Aguilar Street et de Queen's Road, pour un coût de construction, en comptant le mobilier, de 15 000 £ et fut financé par une émission d'actions de 100 £ chacune
Le 16 février 1895, le club obtient un bail de 99 ans sur son site actuel et un nouveau pavillon y est achevé en 1897.